# ألكسندر هيرتز
ألكسندر هيرتز (بالبولندية: Aleksander Hertz)‏ هو منتج أفلام ومخرج بولندي، ولد في 1879 في وارسو في بولندا، وتوفي بنفس المكان في 26 يناير 1928.

## وصلات خارجية
- ألكسندر هيرتز على موقع IMDb (الإنجليزية)
- ألكسندر هيرتز على موقع أول موفي (الإنجليزية)
- ألكسندر هيرتز على موقع قاعدة بيانات الفيلم (الإنجليزية)
- ألكسندر هيرتز على موقع كينوبويسك (الروسية)